# Autolytus caterinkae
Autolytus caterinkae är en ringmaskart som beskrevs av Uschakov 1950. Autolytus caterinkae ingår i släktet Autolytus och familjen Syllidae. Inga underarter finns listade i Catalogue of Life.